# 陳璘
陳 璘（ちん りん、嘉靖22年（1543年） - 万暦35年5月8日（1607年6月2日））は、中国明代の武将。数度にわたる平民反乱の平定に功があり、明朝廷に重用された。慶長の役に明水軍の主将（総兵）として参戦した。

## 生涯
韶州府翁源県の出身。富農の家庭の出であり、若い頃から大志を抱き家事を省みず、膂力は絶倫で任侠を好み、賢豪と交わり剣談や軍略に興じるなど豪傑の気風があったという。
嘉靖41年（1562年）、潮州・英徳などの数万人規模の平民蜂起を平定し、その功により広東守備となる。万暦元年（1573年）には高要、掲陽等に生じた蜂起を平定。しかし、謀略に優れ将兵にも良くする一方で貪欲なところがあり、万暦13年（1585年）に弾劾をうけ罷免され、彼の才能を知るものに惜しまれながらも、以降7年在野にあって逼塞することになる。
万暦20年（1592年）、日本による朝鮮侵攻（万暦朝鮮の役）がおこると、日本の情勢に詳しいとして万暦21年（1593年）には南澳島駐屯の副総兵に任ぜられた（現在の広東省汕頭市南澳島は倭寇対策のための海防の最前線基地が置かれていた）。
万暦25年/慶長2年（1597年）、日本軍が慶長の役で朝鮮に再侵攻すると、翌年明朝廷は陳璘に兵13,000人、軍船550余隻を率いての朝鮮救援を命じた。陳璘は万暦26年（1598年）9月から10月にかけ、明水軍と朝鮮水軍を率いて陸軍と共同して（主導権は陸軍の劉綎が握っていたようである）小西行長らの籠もる順天倭城を攻囲するも有効な攻撃を与えられずに被害が大きかったため一時撤退したが、後に日本軍撤退の情報から再度封鎖を行った。小西行長は陸軍の劉綎に対しては人質を取り、順天倭城と財宝や勲功用の首級を譲ることで無血撤退の交渉を成立させて、船で撤退しようとした。しかし、水軍の陳璘は封鎖を続けたため順天倭城の二の丸及び海を挟んで隣接する南海倭城の明け渡しを条件に人質交換を行った。交渉が成立するも陳璘の水軍が撤退しないため、危険を感じた小西等は撤退できずにいた。
小西等の孤立を知った島津義弘や立花宗茂は11月19日（明暦）順天城救援のために、高橋統増、小早川秀包、筑紫広門、寺沢広高、宗義智らと共に急遽水軍を編成して進出をはかり、それを察知した陳璘は明水軍と朝鮮水軍により待ち伏せを行い、日本軍との間に慶長の役最後の大規模海戦となった露梁海戦が生起した。未明より始まり長時間の海戦で苦戦した島津水軍は海峡突破を断念して後退を行った。一方、陳璘は島津・立花らの水軍の侵攻を阻止したものの、副将の鄧子龍や朝鮮水軍の大将の李舜臣などの配下を失い、しかも出撃により順天倭城の封鎖を解いてしまったため、小西等の順天倭城からの撤退を許してしまった。
日本軍の撤退後に南海倭城に入城し、南海島の残敵掃討を行った。万暦27年（1599年）1月に帰国。順天を巡る戦いでは陸将の劉綎の指揮下で戦ったが、泗川へ向かって大敗した董一元や蔚山へ向かった麻貴の4人の総兵の中では功績の1番が陳璘、2番が劉綎、3番が麻貴と評価された（明史）。
万暦28年（1600年）、四川播州の楊応龍の乱を鎮圧した。湖広総兵に任じられたが万暦35年（1607年）在任中に病死。反乱の平定や朝鮮での功績から明朝廷はその遺族に対して封贈を行った。

## 子孫
陳璘の孫の陳泳素は明朝が清朝に滅ぼされると朝鮮に亡命、現在韓国には陳璘の末裔の広東陳氏が約1200名おり、14世の孫の陳邦植が陳氏宗親会の会長を務めている。陳邦植は韓国における戦勝を祝う祭に他の明水軍の子孫と共に参加したり、中国を訪問して中国に残る陳璘の子孫と再会するなどしている。

## 家系
- 孫：陳泳素

## 関連作品
映画
- 『ノリャン -死の海-』（2023年）演：チョン・ジェヨン